# Chrysochroa fulgidissima
Chrysochroa fulgidissima är en skalbaggsart tillhörande i familjen Buprestidae.

## Beskrivning
Vuxna individer kan nå längder mellan 3 och 4 cm och har metalliskt gröna täckvingar och ben. Längs med varje täckvinge samt på framkroppen löper ett rödbrunt eller lila streck. Huvudet är klart blått. Precis som andra arter i Buprestidae är exoskelettet iridiserat, och färgas inte av pigment. Detta gör det möjligt för skalbaggarna att reflektera olika färger och nyanser i olika vinklar som kan liknas vid ett prisma.

## Ekologi
Skalbaggens larver lever i ved, innan den genomgår metamorfos och blir en imago. Habitatet utgörs av skog där lämpliga träd för skalbaggen finns att lägga sina ägg.
De olika underarterna föredrar olika värdträd. Chrysochroa f. fulgidissima använder sig av värdträd som till exempel Celtis sinensis eller Zelkova serrata, medan underarterna Chrysochroa f. alterans associeras med Celtis liukiuensis och Chrysochroa f. adachii lägger sina ägg i veden på Celtis boninensis.

## Utbredning
Chrysochroa fulgidissima förekommer i Japan, Korea, Östra Kina och Taiwan, samt i nästan hela östra Asien.

## Förhållande till människan
I framförallt Korea och Japan har skalbaggen haft en historiskt viktig kulturell betydelse. De vackert glänsande täckvingarna har använts som dekoration av värdefulla smycken eller som gåvor i gravar redan för 1500 år sedan. 
Praktbaggar är allmänt eftertraktade av insektssamlare på grund av sina vackra färger.

## Status och hot
I Korea blir skalbaggen allt svårare att finna, det är sällsynt att hitta populationer. Numera klassas arten som utrotningshotad i det vilda och skyddas sedan 2008.

## Underarter
- Chrysochroa fulgidissima alterans

- Chrysochroa fulgidissima adachii

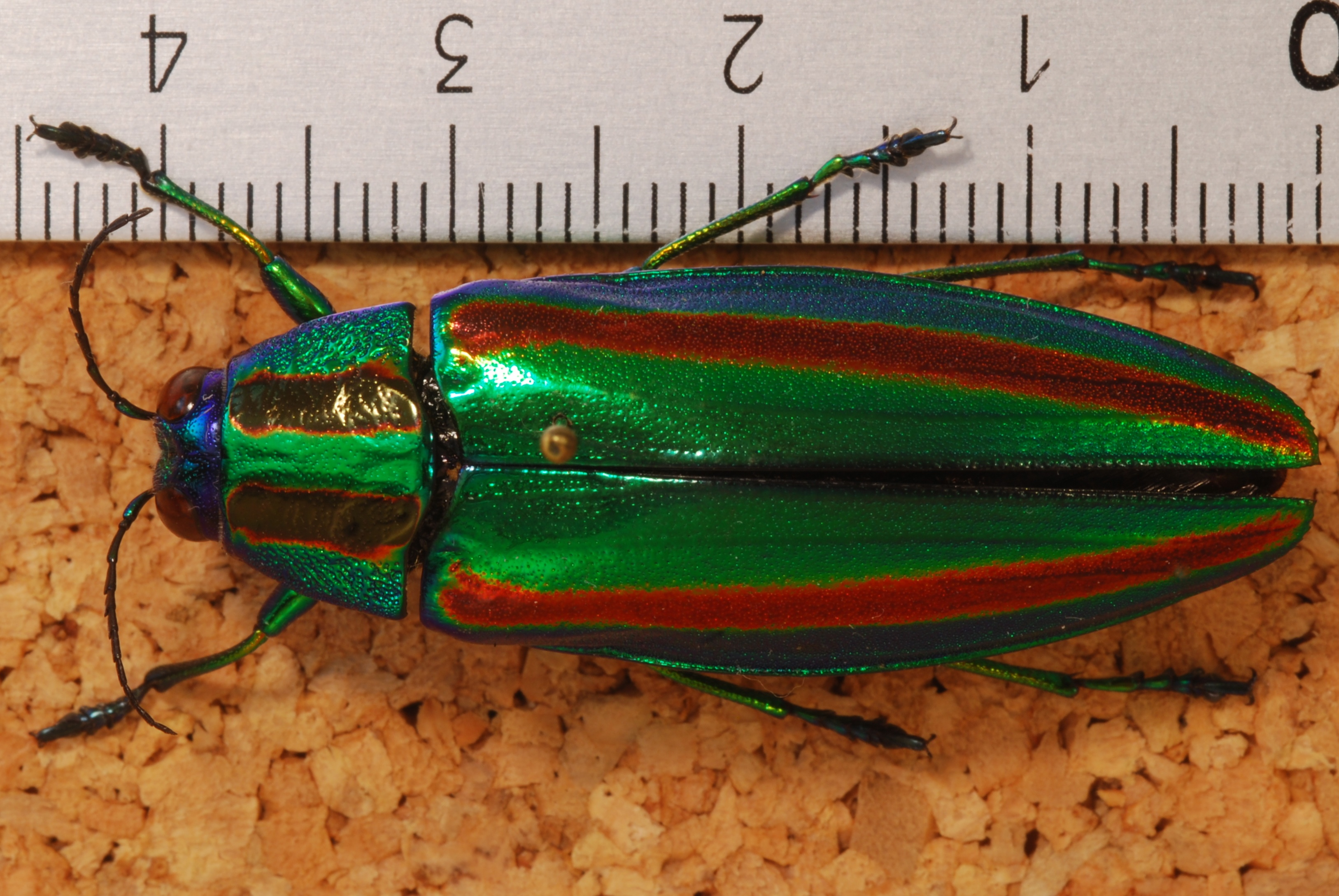
Mätning av exemplar
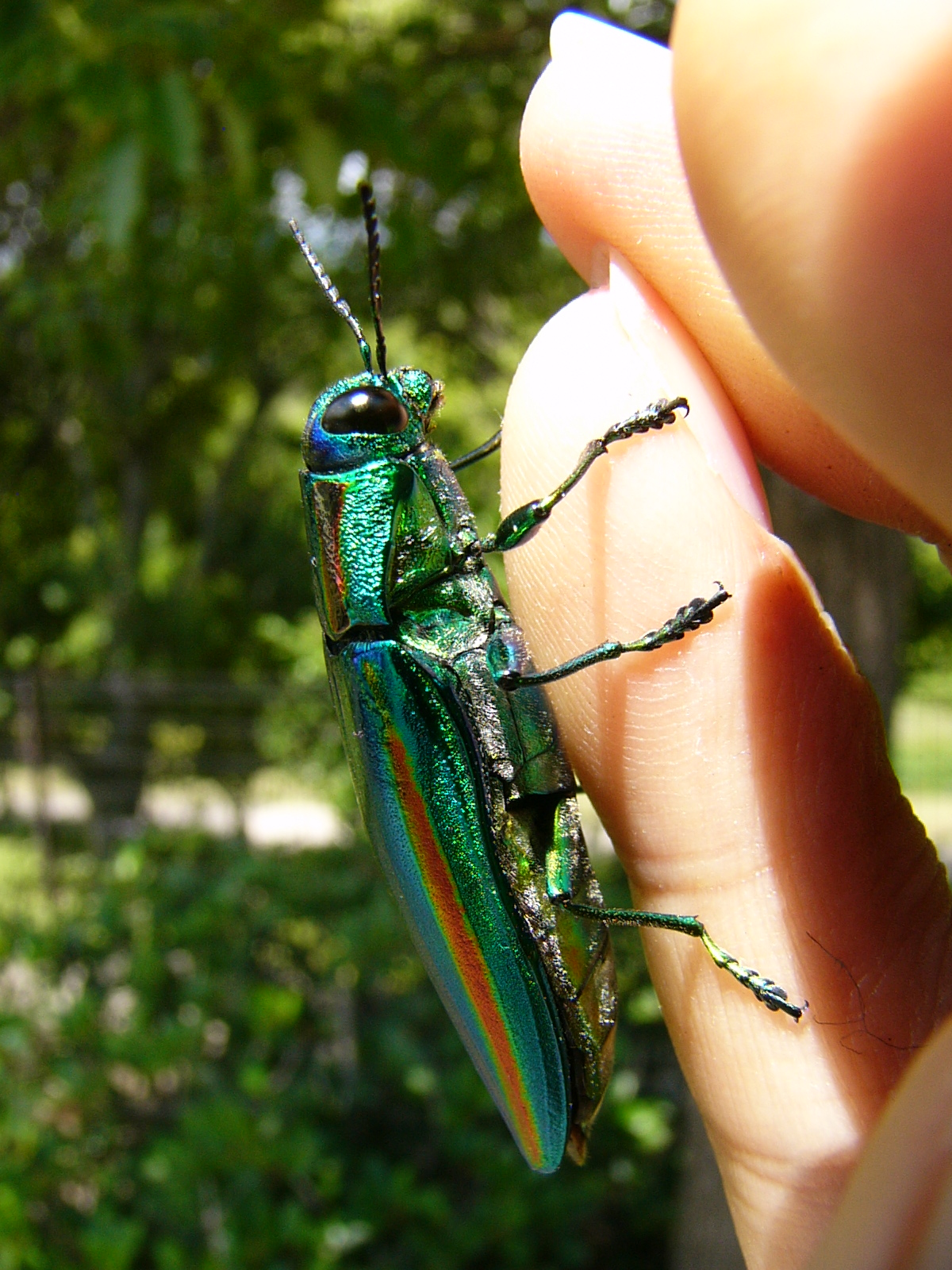
Chrysochroa fulgidissima sedd från sidan